# Ögerträsket
Ögerträsket är en sjö i Umeå kommun i Västerbotten och ingår i Tavelåns huvudavrinningsområde. Sjön har en area på 0,0787 kvadratkilometer och ligger 212 meter över havet.

## Delavrinningsområde
Ögerträsket ingår i det delavrinningsområde (712245-170764) som SMHI kallar för Utloppet av Ögerträsket. Medelhöjden är 252 meter över havet och ytan är 2,56 kvadratkilometer. Det finns inga avrinningsområden uppströms utan avrinningsområdet är högsta punkten. Vattendraget som avvattnar avrinningsområdet har biflödesordning 3, vilket innebär att vattnet flödar genom totalt 3 vattendrag innan det når havet efter 57 kilometer. Avrinningsområdet består mestadels av skog (91 procent). Avrinningsområdet har 0,08 kvadratkilometer vattenytor vilket ger det en sjöprocent på 3,1 procent.